# Immunoglobuline varicelle-zona
 (mai 2023).
L'immunoglobuline varicelle-zona , vendue sous le nom de marque VariZIG.

## Usage médical
Est un médicament utilisé après une exposition au virus varicelle-zona ( varicelle ou zona ) chez les personnes présentant un risque élevé de contracter la maladie, Les personnes à haut risque comprennent celles qui ne sont pas immunisées et qui sont enceintes ou immunodéprimées. Le médicament est administré par injection dans un muscle.

## Effets secondaires
Les effets secondaires courants comprennent des douleurs au site d'injection, des maux de tête, des éruptions cutanées et des nausées. D'autres effets secondaires peuvent inclure une pression artérielle basse, de la fièvre et des réactions allergiques, la prudence est de mise chez les personnes présentant un déficit en IgA. Il s'agit d'une immunoglobuline, plus précisément d'une gammaglobuline, fabriquée à partir du sang de personnes ayant des quantités élevées d'anticorps contre le virus de la varicelle,

## Histoire
L'immunoglobuline contre la varicelle et le zona est disponible aux États-Unis depuis 1978. Aux États-Unis, elle coûte environ 2 000 USD par 125 UI en 2021. Au Royaume-Uni, une dose pour un adulte coûte au NHS 2 400 £.